# Hajo Riese

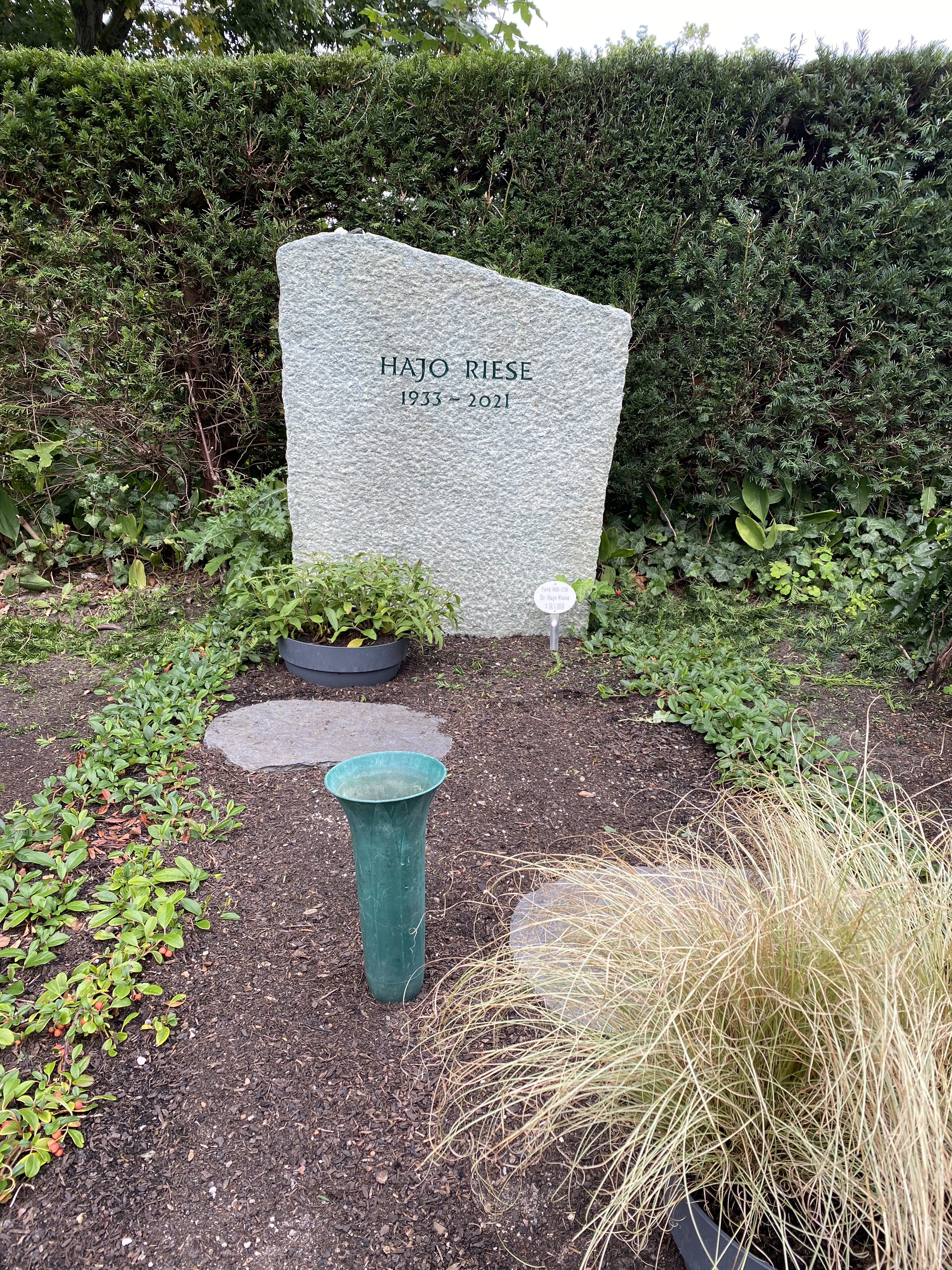
Grabstätte Hajo Riese

Hajo Riese (* 10. Januar 1933 in Wiener Neustadt; † 25. Januar 2021) war ein deutscher Ökonom und Professor für Volkswirtschaftslehre am Institut für Wirtschaftspolitik und Wirtschaftsgeschichte an der Freien Universität Berlin. Seine Forschung kreiste um die keynesianische Geldpolitik.

## Werdegang
Hajo Riese promovierte 1959 an der Christian-Albrechts-Universität in Kiel. Von 1960 bis 1963 arbeitete er bei der Prognos AG in Basel. 1966 habilitierte er sich an der Universität Basel. 1967 folgte er einem Ruf an die Johannes Kepler Universität Linz. 1971 wechselte er an die Freie Universität Berlin (FU).
1993/94 untersuchte Hajo Riese auf Einladung der Zentralbanken und Regierungen die Geldpolitik in Ländern Südamerikas. 1995 und 1997 untersuchte er Vietnam, wo er auch in einem Forschungsprojekt den Aufbau des Finanzsystems begleitete.
Er war Gründungsmitglied der Keynes-Gesellschaft. Riese verstarb zwei Wochen nach Vollendung seines 88. Lebensjahres und wurde auf dem Berliner Friedhof Zehlendorf (Feld 006-236) beigesetzt. 

## Werke (Auswahl)
- Hajo Riese: Theorie der Inflation. Mohr, Tübingen 1986, ISBN 3-16-345025-3.
- Karl Betz, Ulrich Fritsche, Michael Heine, Hansjörg Herr, Heike Joebges, Tobias Roy und Jürgen Schramm (Hrsg.),  Hajo Riese. Grundlegungen eines monetären Keynesianismus. Ausgewählte Schriften 1964–1999. Band 1. Das Projekt eines monetären Keynesianismus. Band 2. Angewandte Theorie der Geldwirtschaft. Marburg, 2001.
- Hajo Riese, Strukturprobleme des wirtschaftlichen Wachstums. Diss. Kiel, 1959.
- Hajo Riese, Wohlfahrt und Wirtschaftspolitik. Reinbek, 1975.